# Liste des épisodes de Hikari no Densetsu
Ce sont les dix-neuf épisodes qui ont été produits pour la série animée Hikari no Densetsu. Les titres des épisodes diffèrent entre les langues. Par exemple : dans la version française le titre du premier épisode est Cynthia (qui est le nom donné à Hikari dans la version française), mais dans la version italienne le nom du premier épisode est La speranza della ginnastica ritmica (l'espoir de la gymnastique rythmique).

## Épisodes de la version française
| #  | Episodes                             |
| -- | ------------------------------------ |
| 1  | Cynthia                              |
| 2  | Le ruban du destin                   |
| 3  | Willy je t'aime                      |
| 4  | La maladie d'amour                   |
| 5  | Les premiers championnats de Cynthia |
| 6  | La victoire de Déborah               |
| 7  | Cynthia n'en fait qu'à sa tête       |
| 8  | Le tournoi de Corbeille              |
| 9  | Une championne bulgare               |
| 10 | Aller toujours plus loin             |
| 11 | Le monde est une jungle              |
| 12 | Le premier concert                   |
| 13 | L'excursion                          |
| 14 | Une mère anxieuse                    |
| 15 | Le face à face                       |
| 16 | En route vers la victoire            |
| 17 | L'important c'est de participer      |
| 18 | Confessions                          |
| 19 | Ne jamais abandonner son rêve        |

## Épisodes de la version japonaise
| #  | Épisode                               | Date de première diffusion |
| -- | ------------------------------------- | -------------------------- |
| 1  | 追いかけてみたい… 私の新体操          | 05-03-1986                 |
| 2  | 切れないでリボン! 恋に…とどけ         | 05-10-1986                 |
| 3  | 好きになってもいいですか              | 05-17-1986                 |
| 4  | 片想いの季節・ラブソングが歌いたい    | 05-24-1986                 |
| 5  | 全中大会開幕! 私をささえていてほしい  | 06-31-1986                 |
| 6  | よみがえれ女王! ターゲットはひとり    | 06-07-1986                 |
| 7  | あこがれに向かって飛べたら            | 06-14-1986                 |
| 8  | 明日へと続く夏色の道                  | 06-21-1986                 |
| 9  | マリア登場! 誰かをいつも追いかけて    | 06-28-1986                 |
| 10 | もっと遠くを見つめたい                | 07-05-1986                 |
| 11 | 昨日の笑顔は もうほしくない           | 07-12-1986                 |
| 12 | 置き忘れた夢を 取り戻せ               | 08-19-1986                 |
| 13 | お風呂でドッキリ!? 胸さわぎの修学旅行 | 08-02-1986                 |
| 14 | いつかわかりあえる時まで              | 08-16-1986                 |
| 15 | 見る夢も同じ・二人はライバル          | 08-23-1986                 |
| 16 | 渡せない! 栄光へのパスポート          | 09-30-1986                 |
| 17 | ゆれる想いを受けとめて                | 09-06-1986                 |
| 18 | 時間よとまれ・この一瞬にかける!       | 09-13-1986                 |
| 19 | 夢みる力をわたしにください            | 09-20-1986                 |

## Épisodes de la version italienne
| #  | Épisodes                             | Traduction                           |
| -- | ------------------------------------ | ------------------------------------ |
| 1  | La speranza della ginnastica ritmica | L'espoir de la gymnastique rythmique |
| 2  | Il nastro del destino                | Le ruban du destin                   |
| 3  | Willy ti voglio bene                 | Willy je te veux bien                |
| 4  | Mal d'amore                          | Mal d'amour                          |
| 5  | La prima gara nazionale              | La première compétition nationale    |
| 6  | La vittoria di Debbie                | La victoire de Debbie                |
| 7  | La massima aspirazione               | La plus grande aspiration            |
| 8  | Una speranza per il futuro           | Un espoir pour le futur              |
| 9  | Una campionessa bulgara              | Une championne bulgare               |
| 10 | Sempre nuovi traguardi               | Toujours nouveaux poteaux            |
| 11 | La vita è lotta                      | La vie est une bataille              |
| 12 | Il sogno si realizza                 | Le rêve se réalise                   |
| 13 | Una gita scolastica                  | Une gita scolaire                    |
| 14 | Una mamma in ansia                   | Une maman anxieuse                   |
| 15 | Le due rivali                        | Les deux rivales                     |
| 16 | Verso la gloria                      | Vers la gloire                       |
| 17 | Il momento decisivo                  | L'instant décisif                    |
| 18 | Confessioni                          | Aveux                                |
| 19 | Mai abbandonare il sogno             | Jamais je n'abandonnerai mon rêve    |

## Épisodes de la version allemande
| #  | Épisodes                    | Traduction                 |
| -- | --------------------------- | -------------------------- |
| 1  | Fahrkarte zur Meisterschaft | Billet pour le championnat |
| 2  | Nervenkrieg                 | Guerre des nerfs           |
| 3  | Der erste Sieg              | La première victoire       |
| 4  | Trainingslager              | Camp de formation          |
| 5  | Blinde Liebe                | Amours aveugles            |
| 6  | Finale                      | Final                      |
| 7  | Es wird ernst               | Cela devient sérieux       |
| 8  | Wieder zu Hause             | Encore à la maison         |
| 9  | Dianas Abschied             | Le départ de Diana         |
| 10 | Unter falschem Namen        | Sous un faux nom           |
| 11 | Der Plattenvertrag          | Le contrat de plaque       |
| 12 | Reingelegt                  | mise                       |
| 13 | Klassenreise                | Voyage de classe           |
| 14 | Gefährlicher Sport          | Sport dangereux            |
| 15 | Das Liebesgeständnis        | L'aveu d'amour             |
| 16 | Das Sprungbrett             | Le panneau de saut         |
| 17 | Sieg oder Niederlage        | Victoire ou défaite        |
| 18 | Die Aussprache              | La discussion              |
| 19 | Der Triumph                 | Le triomphe                |

## Épisodes de la version espagnole
| #  | Épisodes                              | Traduction                                |
| -- | ------------------------------------- | ----------------------------------------- |
| 1  | Aspirantes para gimnasia rítmica      | Aspirantes à la gymnastique rythmique     |
| 2  | No te vayas, cinta del amor           | Ne t'en va pas, ruban de l'amour          |
| 3  | ¿No te importa que me gustes?         | Ne importe-t-il pas qu'aime-t-je?         |
| 4  | La época del amor no correspondido    | L'époque de l'amour sans retour           |
| 5  | Empieza la competición nacional       | Commence la compétition nationale         |
| 6  | La victoria de Liliana                | La victoire de Liliana                    |
| 7  | La máxima aspiración                  | La plus grande aspiration                 |
| 8  | Una esperanza para el futuro          | Un espoir pour le futur                   |
| 9  | María, una nueva estrella de Bulgaria | María, une nouvelle étoile de la Bulgarie |
| 10 | Mirando hacia el futuro               | En regardant vers le futur                |
| 11 | No interesa la sonrisa de ayer        | N'intéresse pas le sourire de d'hier      |
| 12 | Recupera los sueños olvidados         | Il récupère les rêves oubliés             |
| 13 | Una excursión escolar                 | Une excursion scolaire                    |
| 14 | Esperanza de comprensión              | Espoir de compréhension                   |
| 15 | Dos rivales con el mismo sueño        | Deux rivales avec le même rêve            |
| 16 | El pasaporte a la gloria              | Le passeport pour la gloire               |
| 17 | El momento decisivo                   | Le moment décisif                         |
| 18 | El corazón agitado                    | Le cœur agité                             |
| 19 | Convertir un sueño en realidad        | Transformer un rêve en réalité            |